# Luis Martínez (nuotatore)
Luis Carlos Martínez Méndez (Città del Guatemala, 11 dicembre 1995) è un nuotatore guatemalteco, vincitore della medaglia d'argento nei 100 m farfalla ai Giochi panamericani di Lima 2019.

## Biografia
Ha rappresentato il Guatemala ai Giochi olimpici estivi di Rio de Janeiro 2016, in cui venne eliminato in batteria nei 100 m farfalla.
Ai Giochi panamericani di Lima 2019 ha ottenuto la medaglia d'argento nei 100 m farfalla, preceduto sul podio dallo statunitense Thomas Shields; nell'occasione ha stabilito il Record dei Giochi nelle batterie, grazie al tempo di 51"44.
Ha partecipato alle Olimpiadi di Tokyo 2020, dove si classificò 7º nella finale dei 100 m farfalla.

## Palmarès
- Giochi panamericani

Lima 2019: argento nei 100 m farfalla;
- Giochi centramericani e caraibici

Veracruz 2014: argento nei 50 m farfalla; argento nei 100 m farfalla;
Barranquilla 2018: oro nei 100 m farfalla; argento nei 50 m farfalla;
- Giochi centramericani

Managua 2017: oro nei 100 m stile libero; oro nei 50 m dorso; oro nei 50 m farfalla; oro nei 100 m farfalla; oro nei 200 m farfalla; oro nella 4×200 m; argento nei 50 m stile libero;